# Karl Hansen Reistrup
Frederik Karl Kristian Hansen Reistrup, född den 22 april 1863 i Valby, död den 18 mars 1929 i Köpenhamn, var en dansk konstnär. 
Reistrup studerade 1881-1882 i konstakademien i Köpenhamn, men ägnade sig tidigt åt porslinsmålning. Han arbetade i kungliga porslinsfabriken och gjorde ett besök i Paris, där han studerade skulptur och målning. Reistrup blev sedan den ledande kraften i Herman Kählers majolikafabrik i Næstved och utförde många av dess förträffliga och konstnärligt betydande alster, såväl vaser och djurgrupper som dekorativa väggprydnader. Av sistnämnda art finns arbeten av honom i Glyptoteket (friser och reliefer) och i Köpenhamns rådhus (Ägir och hans döttrar, efter Frølichs teckning), dessutom i teatrar i Aarhus och i Viborg med flera ställen. Bland Reistrups målningar märks Niels Ebbesen uppsäger greve Gert tro och lydnad (Frederiksborgs slott). Han illustrerade även Hans Kaarsbergs skildringar från Kaukasus "Stort Vildt" efter en resa till södra Ryssland 1899.